# Leptogaster varipes
Leptogaster varipes là một loài ruồi trong họ Asilidae. Leptogaster varipes được Wulp miêu tả năm 1880. Loài này phân bố ở miền Ấn Độ - Mã Lai.